# Benetton B196
Der Benetton B196 war ein Formel-1-Rennwagen, mit dem Benetton an der Formel-1-Weltmeisterschaft 1996 teilnahm.
Das Wagen wurde von Jean Alesi und Gerhard Berger gefahren, die beide vor der Saison von Ferrari gewechselt waren.

## Übersicht
Nachdem das Team 1995 mit den Piloten Michael Schumacher und Johnny Herbert das Doppel aus Fahrer- und Konstrukteursweltmeistertitel gewonnen hatte, verlor es 1996 seine Spitzenposition an Williams.
Als direkte Weiterentwicklung des Vorgängermodells B195 fanden die neuen Fahrer den B196 schwierig zu fahren, da er unter Berücksichtigung von Schumachers Fahrstil entwickelt worden war, erzielten aber dennoch eine Reihe von Punkten und Podiumsplätzen.
Beim letzten Rennen der Saison, dem Großen Preis von Japan, verlor das Team den zweiten Platz in der Konstrukteurswertung an Ferrari, wobei Alesi früh ausfiel und auch Berger Vierter wurde.
Der B196 war das erste Benetton-Fahrzeug, das unter italienischer Rennlizenz an den Start ging. Es wurde auch vom ehemaligen Benetton-Rennfahrer Alessandro Nannini und von Vincenzo Sospiri getestet.

## Lackierung
Die Lackierung bestand aus einer weißen Grundfarbe, Blau und Grün. Hauptsponsor Benettons war 1996 Mild Seven, eine Tabakmarke von Japan Tobacco. Bei den Großen Preise von Frankreich, Großbritannien und Deutschland, wo ein Tabakwerbeverbot galt, tauchten die Logos der Zigarettenmarke nicht auf den Wagen auf. Weitere Sponsoren waren Compaq, Kingfisher, Hype Energy und Fondmetal.